# حفره تاج خورشیدی

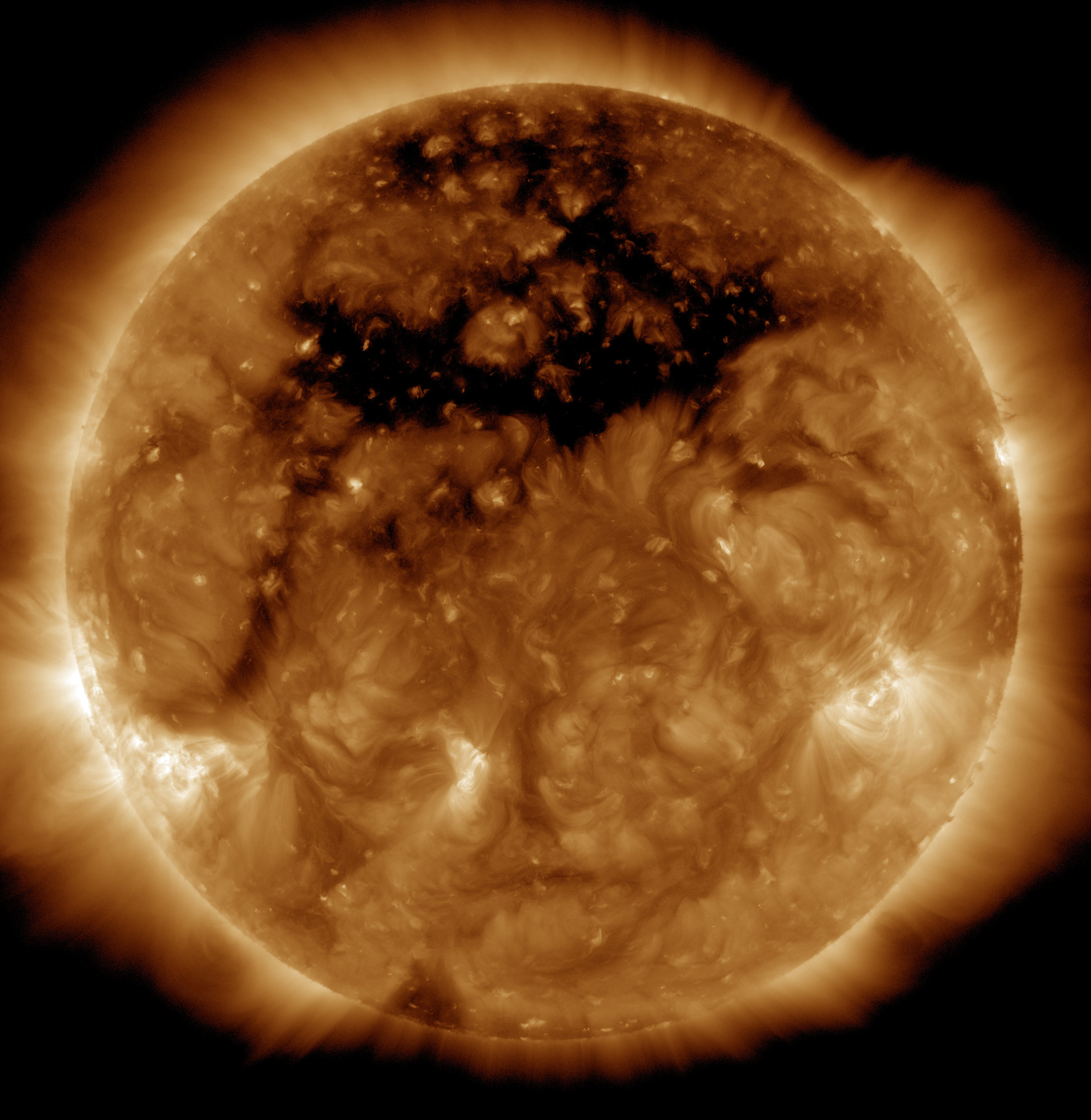
هنگامی که در فرابنفش فرین مشاهده می‌شود، حفره‌های تاجی به‌صورت لکه‌های نسبتاً تیره در تاج خورشید ظاهر می‌شوند. در اینجا، یک سوراخ بزرگ تاجی در نیم‌کره شمالی وجود دارد.

حفره تاج خورشیدی (انگلیسی: Coronal hole) ناحیه‌ای موقتی از پلاسمای نسبتاً خنک و کم‌تراکم در تاج خورشیدی است که در آن میدان مغناطیسی خورشید به‌عنوان یک میدان باز به فضای بین سیاره‌ای گسترش می‌یابد. در مقایسه با میدان مغناطیسی بسته معمولی تاج، که بین نواحی با قطبیت مغناطیسی مخالف قوس می‌دهد، میدان مغناطیسی باز یک حفره تاجی به باد خورشیدی اجازه می‌دهد تا با سرعت بسیار بیشتری به فضا بگریزد. این منجر به کاهش دما و چگالی پلاسما در محل یک حفره تاجی و همچنین افزایش سرعت متوسط باد خورشیدی اندازه‌گیری شده در فضای بین سیاره‌ای می‌شود. اگر جریان‌های بادهای خورشیدی پرسرعت از حفره‌های تاجی با زمین برخورد کنند، می‌توانند نمایش‌های بزرگی از شفق‌های قطبی ایجاد کنند. نزدیک به کمینه خورشیدی، زمانی که فعالیت‌هایی مانند پرتاب جرم تاجی کمتر است، چنین جریان‌هایی عامل اصلی طوفان‌های ژئومغناطیسی و شفق‌های قطبی مرتبط هستند.

## تاریخچه
در دهه ۱۹۶۰، حفره‌های تاجی روی تصاویر پرتو ایکس که توسط موشک ژرفاسنج و رصد در طول موج‌های رادیویی توسط تلسکوپ رادیویی کریس کراس سیدنی گرفته شده بود، ظاهر شد. در آن زمان، آنچه آنها بودند نامشخص بود. ماهیت واقعی آنها در دهه ۱۹۷۰ شناسایی شد، زمانی که تلسکوپ پرتو ایکس در مأموریت اسکای‌لب بر فراز جو زمین به پرواز درآمدند تا ساختار تاج را آشکار کنند.

## چرخه خورشیدی

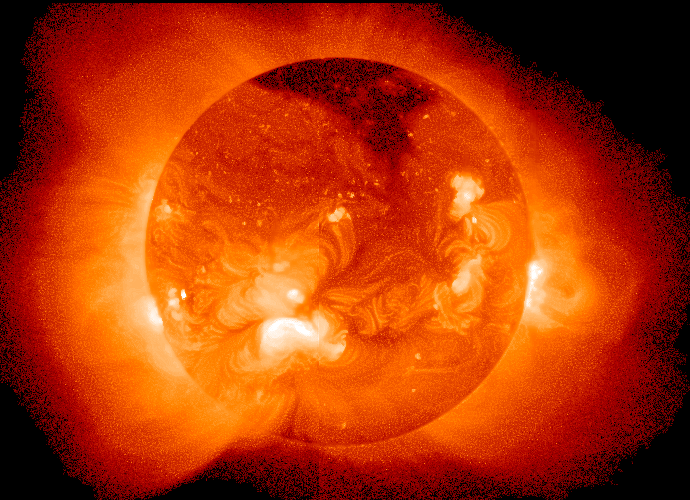
یک حفره تاجی در قطب شمال خورشید در پرتو ایکس نرم مشاهده شد.

اندازه حفره تاج و جمعیت با چرخه خورشیدی مطابقت دارد. همان‌طور که خورشید به سمت بیشینه خورشیدی حرکت می‌کند، سوراخ‌های تاجی به قطب‌های خورشید نزدیک‌تر و نزدیک‌تر می‌شوند. در طول بیشینه خورشیدی، تعداد حفره‌های تاجی کاهش می‌یابد تا زمانی که میدان‌های مغناطیسی روی خورشید معکوس شوند. پس از آن، حفره‌های تاجی جدید در نزدیکی قطب‌های جدید ظاهر می‌شوند. حفره‌های تاجی سپس در اندازه و تعداد افزایش می‌یابند و با حرکت خورشید دوباره به سمت کمینه خورشیدی، از قطب‌ها دورتر می‌شوند.

## باد خورشیدی
حفره‌های تاجی معمولاً باد خورشیدی را با سرعتی حدود دو برابر میانگین تخلیه می‌کنند. شناخته شده‌است که باد خورشیدی در حال فرار در امتداد خطوط میدان مغناطیسی باز حرکت می‌کند که از ناحیه حفره تاجی عبور می‌کند. از آنجایی که حفره‌های تاجی مناطقی در تاج خورشید هستند که چگالی و دمای بسیار کمتری نسبت به اکثر تاج‌ها دارند، این نواحی بسیار نازک هستند که به باد خورشیدی کمک می‌کند، زیرا ذرات درون فام‌سپهر به راحتی می‌توانند از بین بروند.

## تأثیر بر آب و هوای فضا
در طول کمینه‌های خورشیدی، حفره‌های تاجی منابع اصلی اختلالات جوی فضا، از جمله شفق‌ها هستند. به‌طور معمول، طوفان‌های ژئومغناطیسی (و پروتون) که از حفره‌های تاجی سرچشمه می‌گیرند، شروع تدریجی دارند (در طی چند ساعت) و به‌شدت طوفان‌های ناشی از خروج جرم از تاج خورشیدی (CME) نیستند، که معمولاً شروع ناگهانی دارند. از آنجایی که حفره‌های تاجی می‌توانند برای چندین چرخش خورشیدی (یعنی چندین ماه) دوام بیاورند، پیش‌بینی عود این نوع اختلال اغلب به‌طور قابل توجهی زودتر از اختلالات مربوط به سی‌ام‌ای امکان‌پذیر است.

## بیشتر خواندن
1. Gombosi, Tamas (1998). Physics of the Space Environment. New York: Cambridge University Press. ISBN 0-521-59264-X.
2. Jiang, Y. , Chen, H. , Shen, Y. , Yang, L. , & Li, K. (2007, January). Hα dimming associated with the eruption of a coronal sigmoid in the quiet Sun. Solar Physics, 240(1), 77–87.